# 콜텍 기타공장
기타와 앰프를 제조하는 대한민국의 기업 콜텍(CORTEK Corp.)은 인도네시아 수라바야와 중국 대련에 기타공장을 보유하고 있다.

## PT Cort 인도네시아
인도네시아 수라바야에 위치한 콜텍(CORTEK Corp.)의 기타공장이다. 1995년에 설립되어 1996년부터 기타를 생산하기 시작했다. 현재는 어쿠스틱 기타, 일렉트릭 기타, 베이스, 앰프를 생산한다. 크기는 약 100,000㎡이고, 2021년 기준 약 2,500명의 종업원이 근무하고 있다. 연간 생산량은 기타와 앰프를 포함해 150만 대 이상이며, 일렉트릭 기타와 베이스 생산에 특화된 기타공장으로 알려져 있다. 
1996년에 일렉트릭 기타와 베이스를 생산하기 시작하여 2001년에는 앰프 생산을 개시했다. 자체 브랜드인 콜트와 더불어 OEM 생산량이 늘어나면서 이 시기에 산업자원부에서 선정하는 세계일류상품 인증을 처음 획득했다. 2006년에는 일렉트릭 기타 생산량 100만 대를 달성했다. 한편, 어쿠스틱 기타는 2013년에 생산량 50만 대를 돌파했다. 

## 콜텍대련유한공사
콜텍(CORTEK Corp.)에서 1999년 설립한 중국 대련에 위치한 기타공장이다. 어쿠스틱 기타를 주로 생산하며, 할로우 바디 일렉트릭 기타와 마이크로폰 파츠도 생산한다. 연간 생산량은 400,000대로 알려져 있다. 크기는 약 50,000㎡이고, 2021년 기준 약 600명의 종업원이 근무하고 있다.